# سالي تايلور (صحفية)
سالي تايلور (بالإنجليزية: Sally Taylor)‏ هي مقدمة تلفزيونية وصحفية بريطانية، ولدت في 24 فبراير 1957 في ريدنغ في المملكة المتحدة.

## وصلات خارجية
- سالي تايلور على موقع IMDb (الإنجليزية)
- سالي تايلور على موقع قاعدة بيانات الفيلم (الإنجليزية)